# Bathophilus ater
Bathophilus ater är en fiskart som först beskrevs av Brauer 1902.  Bathophilus ater ingår i släktet Bathophilus och familjen Stomiidae. Inga underarter finns listade.

## Bildgalleri

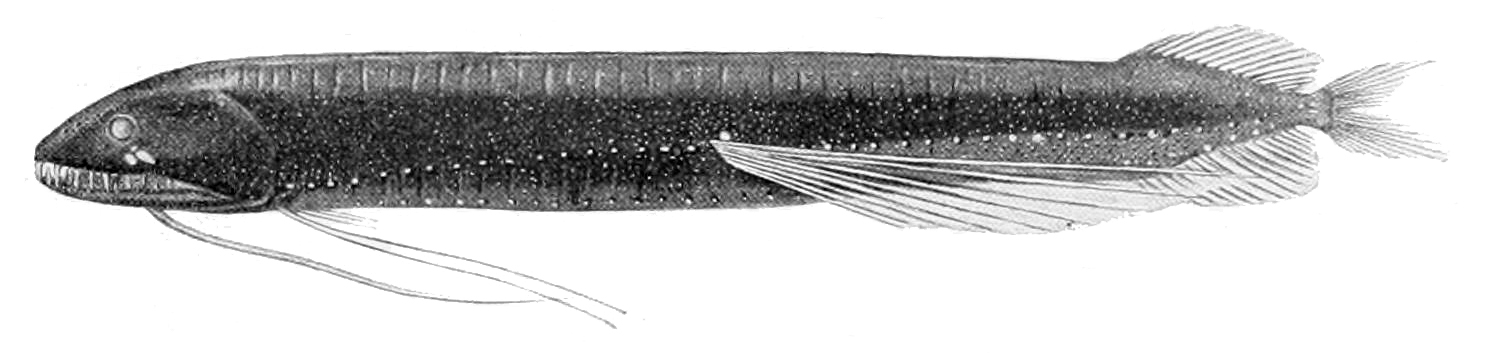